# Godło Litwy Środkowej

Godło Litwy Środkowej

Godło Litwy Środkowej – przedstawiało na czerwonej tarczy dzielonej w słup po prawej stronie Orła Białego, a po lewej Pogoń Litewską. Herb ten został wprowadzony Dekretem Naczelnego Dowódcy Wojsk z 12 października 1920 roku.
Herb ten nawiązywał do herbu Królestwa Polskiego ustanowionego w lutym 1831 roku przez Sejm podczas powstania listopadowego.
Na znaczku Litwy Środkowej z 1921 roku (nr. kat. Michla 38), przedstawiony jest też inny herb. Na tarczy czterodzielnej w krzyż w polach 1 i 4 Orzeł. W polach 2 i 3 Pogoń. A na tarczy sercowej widnieje postać świętego Krzysztofa – herb Wilna. Ta wersja, z wyjątkiem herbu Wilna, nawiązazywała do herbu przedrozbiorowego państwa polsko-litewskiego.

Herb powstania listopadowego 1830–1831
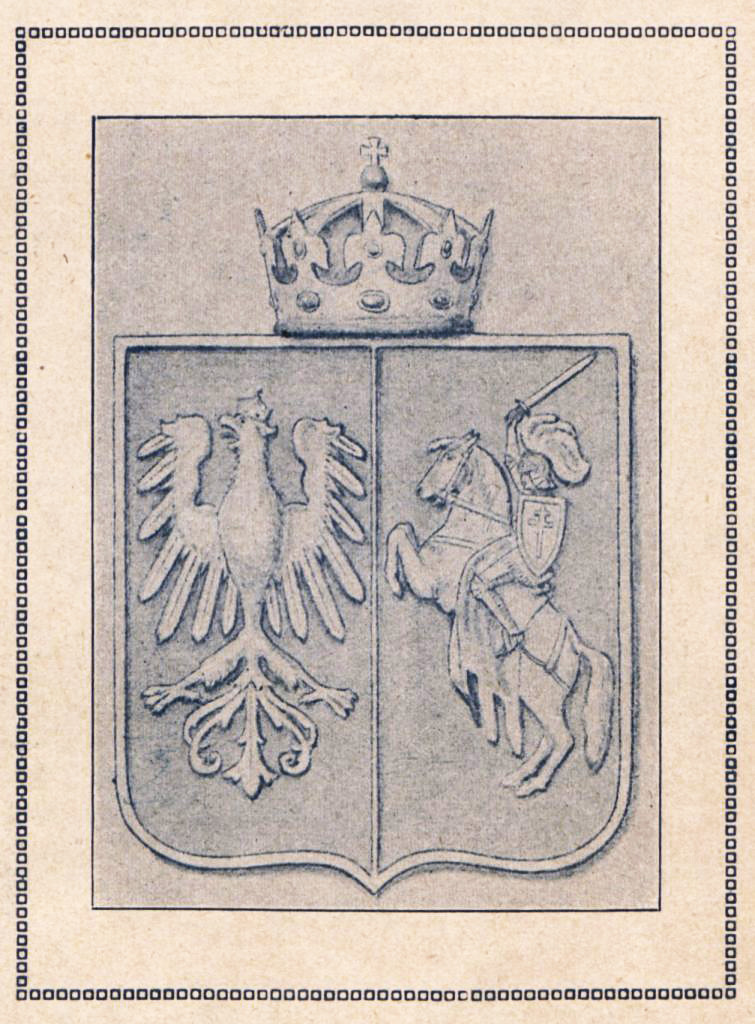
Rysunek herbu 1920
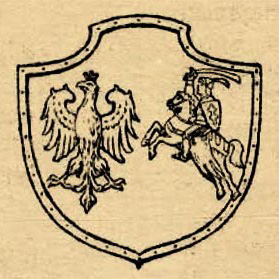
Herb na oficjalnym dokumencie 1920
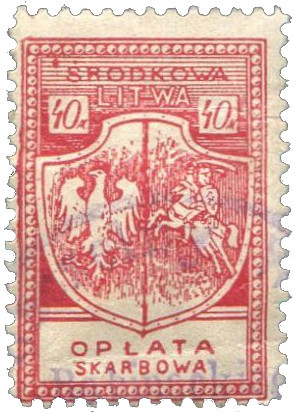
Herb na znaczku 1920
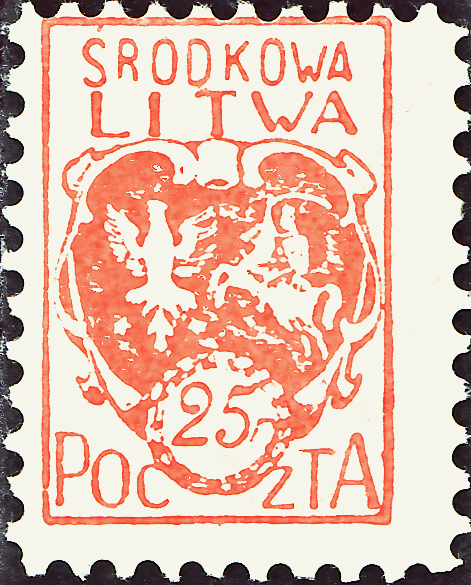
Herb na znaczku 1920
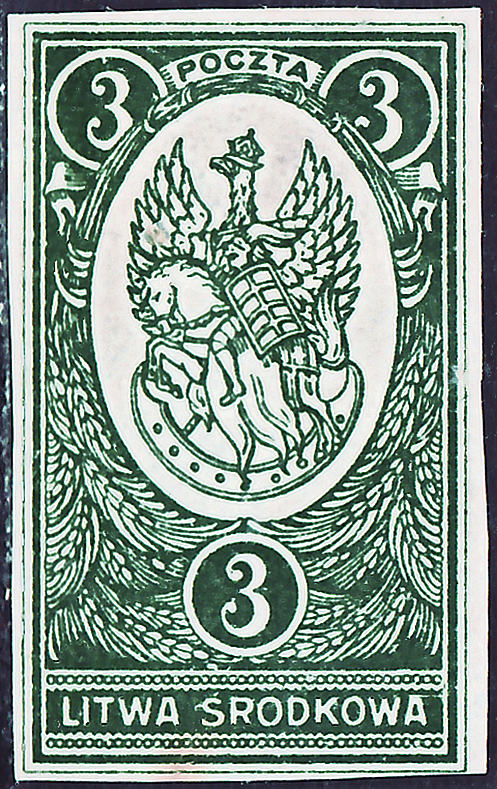
Herb na znaczku 1921
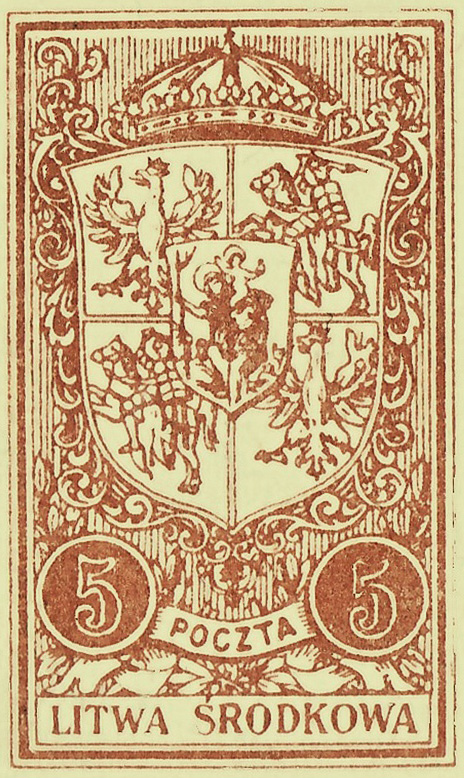
Herb na znaczku 1921
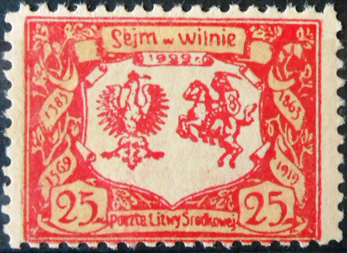
Herb na znaczku 1922
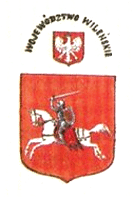
Herb Województwa Wileńskiego 1926-1939